# Єдина національна партія трудящих
Єдина національна партія трудящих (ісп. Partido Único Nacional de los trabajadores, P.U.N.T.) — політична партія Екваторіальної Гвінеї, заснована 7 липня 1970 року (до цього — Єдина національна партія).

## Історія
У 1970–1979 роках, за часів диктатури Франсиско Масіаса Нгеми була єдиною партією в країні.
Відповідно до конституції Екваторіальної Гвінеї 1973 року кандидат у президенти країни висувався з'їздом партії. Відповідно до статуту партія об'єднувала все доросле населення країни. У межах P.U.N.T. діяли молодіжна й жіноча організації.
Після військового перевороту у серпні 1979 року, організованого теперішнім президентом Теодоро Обіангом Нгемою Мбасого, партію було розформовано.